# ABCHO
ABCHO(아비쵸)는 드림 모닝구무스메의 이시카와 리카와 요시자와 히토미로 결성된 일본의 여성 2인조 음악 그룹이다.

## 특징
이시카와와 요시자와는 벌써 광기성과 탐미를 표현하는 유닛「HANGRY&ANGRY-f」로서 활동하고 있지만, 그 2명이 새롭게 유닛을 짜, 별컨셉으로 활동한다. 유닛명인「ABCHO」는「ABSTRACT CHOP」의 약어로, 그 컨셉은「기성 개념에 없는 초팝과 엣지인 감각으로 모든 것을 촙한다」이다.
- 이시카와 리카의 귀여우면서 섹시함과 요시자와 히토미의 남자 같은 성격이 보이는 그룹이다.

## 개요
2012년 2월 22일, 4월 5일부터 테레비도쿄에서 방송될 예정의 애니메이션「전국 콜렉션」의 오프닝 테마를 노래하는 아티스트가 이시카와와 요시자와의 신유닛인 것이 발표되었다. 이 시점에서는 유닛명이나 오프닝 테마의 곡명은 발표되어 있지 않았다.
2012년 3월 7일, 유닛명이「ABCHO」인 것이 발표되어 또, 5월 23일에 1st CD 싱글「目をとじてギュッしよ」를 발매하는 일도 발표되었다.

## 음반 목록

### 싱글
1. 目をとじてギュッしよ (2012년 5월 23일)

## 같이 보기
- HANGRY&ANGRY-f